# Erjon Tola
Erjon Tola, albanski alpski smučar, * 15. december 1986.
Tola je za Albanijo nastopil na Zimskih olimpijskih igrah 2006 v Torinu. Nastopil je v disciplinah superveleslalom in veleslalom. V superveleslalomu je osvojil zadnje, v veleslalomu pa 35. mesto. Od leta 1992 živi in trenira v italijanski Cervini.